# Aide aux Personnes Déplacées
L'Aide aux Personnes Déplacées est une association sans but lucratif belge fondée en 1949 par Dominique Pire, prix Nobel de la paix en 1958, et active dans l'accueil et l'accompagnement des personnes en situation d'exil.
L'association dispose à Liège et à Namur d'un service social spécialisé en droit des étrangers. Elle organise également à Liège des formations en français langue étrangère (FLE) et en citoyenneté pour différents niveaux. À Braine-le-Comte, elle héberge et accompagne vers l'autonomie des mineurs étrangers non accompagnés (MENA) au sein de la maison d'accueil Dominique Pire. Parallèlement à sa mission de base, l'association met en place des projets ponctuels, soit au bénéfice de ses usagers, soit dans une optique de sensibilisation du public.

## Histoire
En 1949, Dominique Pire découvre la détresse des personnes déplacées (DP) de l'Est de l'Europe, échouées dans des camps sur le sol de l'ancien Reich. En particulier, celle du « hard core » (résidu) : près de 50 000 vieillards, malades, infirmes ou femmes et enfants sans soutien. Il décide alors d'agir et, entouré d'amis et de bénévoles, il lance une grande opération de parrainage : échanges de courriers, envois de colis. L'objectif est de rendre espoir à ces laissés-pour-compte, de constituer des liens. L'Aide aux Personnes Déplacées est créée. Entre 1949 et 1962, 18 000 réfugiés sont parrainés grâce à l'association, mais la formule a ses limites : il faut sortir ces gens des camps.
En 1950, un premier home pour réfugiés âgés est ouvert à Huy,, suivi de trois autres à Esneux, Aartselaar et Braine-le-Comte. Ce sera ensuite la création de sept villages européens destinés à l'accueil de familles,. À l'aube de la construction européenne, Dominique Pire plaide pour une Europe du cœur qui ne serait pas seulement économique ou politique mais humaine et fraternelle, au-delà des clivages idéologiques, culturels ou religieux. Il lance en Belgique et dans toute l'Europe une vaste campagne dont le but n'est pas simplement de récolter des fonds mais de susciter partout des initiatives locales solidaires.
En 1958, Dominique Pire reçoit le prix Nobel de la paix pour son action en faveur des réfugiés et, surtout, pour l'esprit qui anime cette action. Cette reconnaissance lui confère une renommée internationale qu'il entend mettre au service de la paix et de la fraternité dans le monde entier : l'Europe du cœur fait place au « monde du cœur » qui se traduira par la création de nouveaux projets : les Parrainages Mondiaux, les Îles de Paix, l'Université de Paix. Projets qui prendront ensuite leur autonomie pour devenir des associations indépendantes.
Dans les années 1970, l'Aide aux Personnes Déplacées vient en aide aux opposants de nombreuses dictatures latino-américaines ainsi qu'aux réfugiés du Sud-Est asiatique.
Au début des années 1980, l'association structure des groupes d'accueil, les informe et leur confie des familles de réfugiés. Elle sensibilise le public qu'elle mobilise pour trouver des logements, encadrer la scolarité des enfants. Elle assure un suivi social, toujours grâce à l'implication de bénévoles et au soutien de donateurs. Une partie du home de Braine-le-Comte est transformée en maison de transit pour ces nouveaux réfugiés, la seule en Belgique.
En 1985, l'Aide aux Personnes Déplacées est reconnue par les pouvoirs publics et reçoit un financement qui permet de salarier trois assistantes sociales à temps plein.
Aujourd'hui, plus de 70 ans après sa création, l'Aide aux Personnes Déplacées reste fidèle aux valeurs de son fondateur Dominique Pire : elle continue de soutenir les migrants en les aidant à faire entendre leur voix et à assurer le respect de leurs droits. Elle met à leur disposition les outils nécessaires à une intégration digne et harmonieuse, leur permettant ainsi de contribuer à la vie économique et sociale de leur pays d'accueil.

## Principes et objectifs
L'Aide aux Personnes Déplacées soutient l'idée que ceux qui ne peuvent vivre en sécurité là où ils sont nés doivent pouvoir trouver protection dans des pays qui reconnaissent l'universalité des droits de l'homme et se donne pour mission générale :
- de procurer un accompagnement social aux personnes en situation d'exil, de les représenter et de les assister dans le cadre des procédures complexes auxquelles elles sont confrontées
- de les aider à trouver leur place dans la société belge par le biais de cours de français et de citoyenneté, par une orientation vers des formations adéquates, par la mise en place de projets spécifiques leur permettant de mieux appréhender notre culture et nos valeurs
- d'héberger des mineurs étrangers non accompagnés (MENA) et de favoriser leur accès à l'autonomie
- de sensibiliser l'opinion publique à l'accueil des étrangers en organisant des formations, des évènements, des expositions
- d'interpeller les autorités sur la gestion des flux migratoires, la qualité et les modalités de l'accueil notamment par le biais des fédérations et coordinations dont nous faisons partie.

## Actions sociales

### Service social
Polyvalent, le service social offre un accompagnement administratif et psycho-social dont les interventions concernent des problèmes relevant de la vie quotidienne : décodage de courriers, de factures, négociations avec des interlocuteurs divers… Afin de répondre au mieux aux spécificités de son public, le service social a été amené à se spécialiser dans des problématiques relevant principalement du droit des étrangers : procédure d'asile, regroupement familial, régularisation, accès au séjour légal… Plus de 1 300 dossiers sont traités chaque année avec près de 4 000 interventions différentes.

### Formations FLE et citoyenneté
L'Aide aux Personnes Déplacées propose des formations en français langue étrangère (FLE) et des formations à l'intégration citoyenne (FIC). L'approche pédagogique, les méthodologies et les contenus sont spécifiquement conçus par l'équipe afin de répondre aux mieux aux besoins et aux attentes de leurs publics dans une approche active, communicative et participative. Un suivi psychosocial individuel et une orientation post-formation sont également proposés. Près de 170 apprenants sont formés chaque année.

### Accompagnement et hébergement
Dans le cadre d'une convention avec Fedasil et en tant que partenaires du CIRÉ, l'Aide aux Personnes Déplacées participe à l'hébergement et à l'accompagnement de migrants ayant des besoins spécifiques.
À Liège, l'association héberge au sein de plusieurs appartements adaptés et accompagne dans leur quotidien des demandeurs d'asile qui ont besoin d'un soutien renforcé en raison d'une maladie grave.
À Braine-le-Comte, la maison d'accueil Dominique Pire dispose de 18 places adaptées pour MENA (mineurs étrangers non accompagnés) en phase trois avec pour mission :
- de développer leur autonomie et de renforcer leurs compétences à prendre soin d'eux-mêmes
- de faciliter la transition vers une installation autonome
- de favoriser leur intégration et leur participation dans la société.

L'équipe leur apprend à gérer leur budget, trouver un logement, s'occuper de démarches administratives, préparer leurs repas… Des activités culturelles et sportives sont régulièrement organisées ainsi que des animations thématiques sur le fonctionnement des institutions, la formation, la recherche d'emploi…

### Activités
L'Aide aux Personnes Déplacées organise ponctuellement des animations, évènements, expositions et activités destinés à sensibiliser le public à la question des migrants. Avec le soutien de partenaires extérieurs, l'association propose également différents ateliers (animations sur les économies d'énergie, ateliers philosophie, etc.) et projets culturels ou pédagogiques (réalisation d'un film d'animation, projet artistique autour du conte, création d'un potager social, etc.) qui viennent compléter les formations en FLE et citoyenneté.

### Boutiques de seconde main
Dans le but de récolter de nouveaux financements, mais également dans un souci de sensibilisation aux valeurs que l'association défend, l'Aide aux Personnes Déplacées a créé deux boutiques de seconde main à Liège. En partie gérées par une équipe de bénévoles, on y trouve vêtements, accessoires et livres à des prix démocratiques. Les bénéfices dégagés sont entièrement réinvestis dans les projets sociaux de l'association.

## Financement

### Les subsides
La Région wallonne finance une partie des programmes de l'Aide aux Personnes Déplacées : l'association est agréée en tant que Centre de service social et bénéficie d'un agrément ILI (Initiative locale d'intégration destinée à la mise en œuvre du parcours d'intégration des primo-arrivants). La maison d'accueil est financée dans le cadre de la convention CIRÉ / Fedasil. Enfin, l'Aide aux Personnes Déplacées dispose d'aides à l'emploi (APEF / Maribel) qui allègent le coût salarial. Ces soutiens constituent la base du financement de l'association et représentent en outre une reconnaissance de son savoir-faire.

### Activités de financement et fonds propres
Dans le but de produire des ressources complémentaires, l'association a développé différentes activités génératrices de revenus : deux boutiques de seconde main, des évènements ponctuels… Elle dispose, à Liège et à Braine-le-Comte, de bâtiments qui abritent ses activités. Les parties inoccupées de ces immeubles ont été mises en location et génèrent des revenus supplémentaires.

### Les dons
De nombreux donateurs soutiennent l'Aide aux Personnes Déplacées, parfois depuis plusieurs années. Ce soutien est précieux parce qu'il témoigne de la confiance accordée à l'association et de l'engagement de citoyens dans une cause qui lui paraît juste. Ils donnent la liberté d'agir là où les priorités ne sont pas celles des pouvoirs subsidiants. L'Aide aux Personnes Déplacées est habilitée à délivrer une quittance d'exonération fiscale pour tout don à partir de 40 €.

## Archives
Environ 40 mètres linéaires d'archives du Père Dominique Pire, des années 1930 à 1970, sont conservées aux Archives de l'État à Namur. La déclaration de don des archives du Père Dominique Pire aux Archives de l'État à Namur a été signée en janvier 2016 au nom des associations sans but lucratif Aide aux Personnes Déplacées, Service d'Entraide Familiale, Université de Paix et Les Amis des Îles de Paix et de l'Action Pain de la Paix.